# Llibre del Repartiment de Orihuela
El Llibre dels Repartiments dels terres entre vehins de la molt Noble y Leal e Insigne Ciutat de Oriola es  el único testimonio de los repartos de tierras de Orihuela y de la comarca alicantina de la Vega Baja del Segura llevados a cabo tras la reconquista cristiana en el año 1243.

## Descripción
El Llibre del Repartiment de Orihuela es el testimonio de la distribución que Jaime I hizo entre sus vasallos de las tierras recuperadas en este territorio tras las batallas por la reconquista del reino de al-Ándalus. Proporciona valiosa información sobre muy distintos aspectos, especialmente la onomástica y la toponimia, y ha servido como punto de partida para numerosos estudios sobre la población medieval de Orihuela y del Reino de Valencia.
El volumen consta de 87 folios escritos a mano en letra gótica, componiendo seis particiones, desde el reinado de Alfonso X de Castilla hasta el de Jaime II de Aragón. Las cinco primeras fueron escritas en castellano y la última en catalán. Fue redactado a principios del siglo XIV, probablemente alrededor de 1310, y lleva añadidos posteriores hasta el siglo XVII, en que se completó con un índice onomástico. Las distintas secciones van ornadas con iniciales en tinta negra y vermellón, y está protegido por una encuadernación gofrada en piel negra de época moderna.

## Conservación
Este códice, considerado desde la época medieval como uno de los símbolos de Orihuela junto al Glorioso Estandarte del Oriola, el Libro de Privilegios y el escudo, fue robado entre los años 1907 y 1908.  En 1921 fue adquirido al librero Salvador Babra por la Biblioteca de Cataluña, donde se conserva en la actualidad (ms. 771). No es el único manuscrito  procedente del archivo de Orihuela conservado en otras instituciones: el Libro de Privilegios (Libre de tots los actes, letres, privilegis y altres qualsevol provisions del Consell d’Oriola) se encuentra en el Archivo Municipal de Murcia, en donde se guarda bajo el curioso título de Noticiario oriolense.
Su devolución se ha pedido hasta en cinco ocasiones —en 1931, 1993, 1995, 2002 y 2018 por el Ayuntamiento de Orihuela a la Generalidad de Cataluña y a la Diputación de Barcelona—, pero nunca se ha realizado. El 23 de abril de 2010 fue cedido para la celebración de sus 700 años hasta el 25 de julio del mismo año, día de finalización de las Fiestas de la Reconquista, y fue expuesto en el Museo arqueológico comarcal de Orihuela dentro de la exposición "Orihuela Foral".

## Enlaces
- Copia digital en Memòria Digital de Catalunya (MDC): «Libre dels Repartiments dels vehins de la molt noble y leal e insigne ciutat de Oriola»

- Datos: Q4163391